# Władysław Lubiński

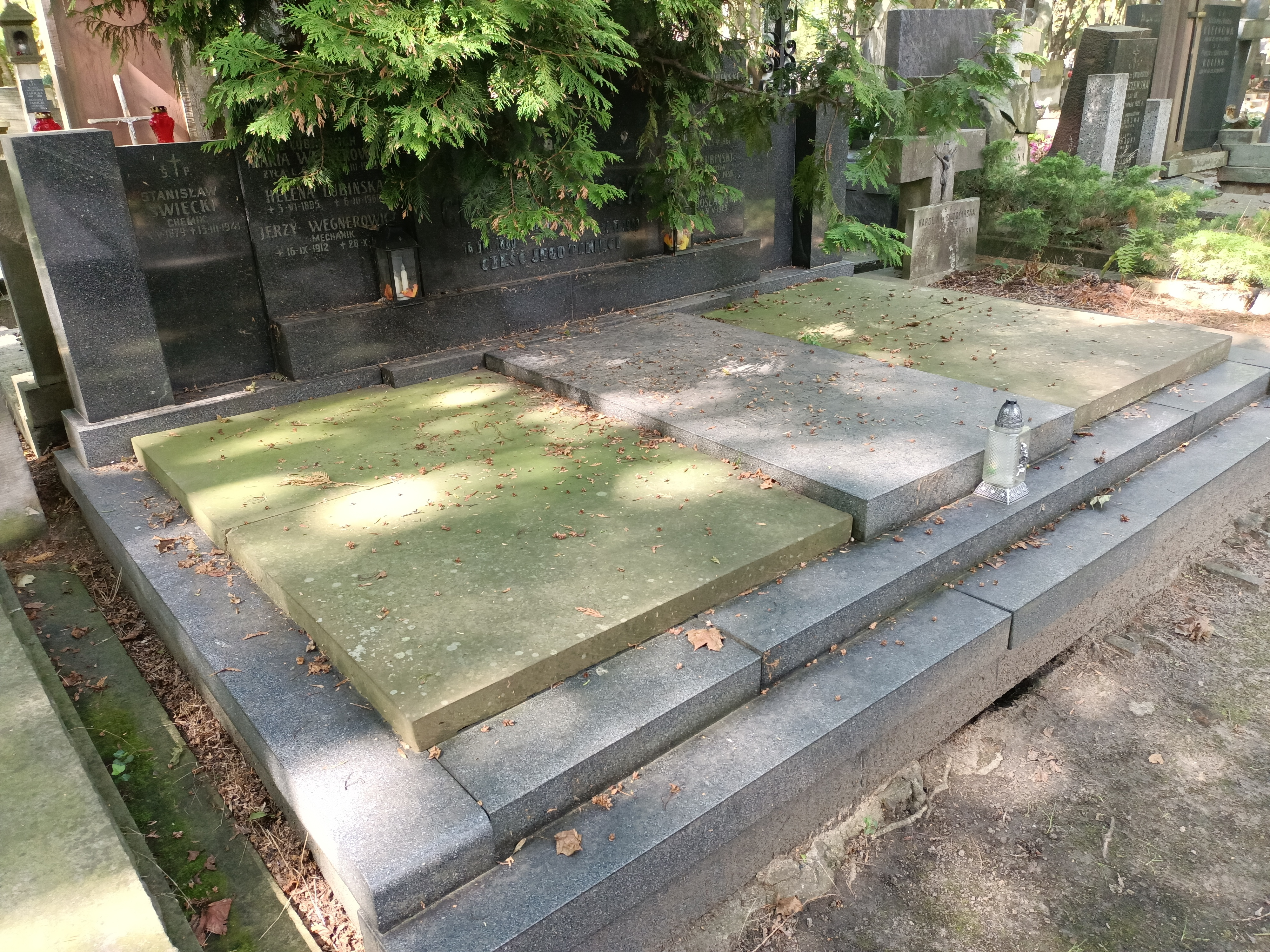
Grób Władysława Lubińskiego na Cmentarzu Powązkowskim

Władysław Maksymilian Lubiński (ur. 12 października 1877 w Warszawie, zm. 31 lipca 1926 tamże) – polski inżynier technolog, działacz Polskiej Partii Socjalistycznej.

## Życie
Był synem inżyniera, naczelnika kolei nadwiślańskiej Władysława (1848–1897). Ukończył studia w Instytucie Technologicznym w Petersburgu (1904). Podczas studiów aktywny członek organizacji Polskiej Partii Socjalistycznej. Po studiach powrócił do Warszawy, gdzie prowadził własne biuro konstrukcyjne. Ożenił się z Heleną z Gosławskich (1882–1961).
Pochowany w grobowcu rodzinnym na Starych Powązkach w Warszawie (kwatera 224, rząd 3, miejsce 22-24).